# Каменна-Нова
Каменна-Нова (пол. Kamienna Nowa) — село в Польщі, у гміні Домброва-Білостоцька Сокульського повіту Підляського воєводства.
Населення — 163 особи (2011).
У 1975-1998 роках село належало до Білостоцького воєводства.

## Демографія
Демографічна структура станом на 31 березня 2011 року:
|          | Загалом | Допрацездатний вік | Працездатний вік | Постпрацездатний вік |
| -------- | ------- | ------------------ | ---------------- | -------------------- |
| Чоловіки | 77      | 10                 | 48               | 19                   |
| Жінки    | 86      | 14                 | 39               | 33                   |
| Разом    | 163     | 24                 | 87               | 52                   |